# Городищенский Георгиевский монастырь
Городищенский Георгиевский монастырь — упразднённый старообрядческий женский монастырь, действовавший в Радомысльском уезде Киевской губернии в 1827—1850 годах. Находился в урочище Городище в двух верстах от села Залешаны и слободы Покровской и в трёх верстах от слободы Андреевки.
Обитель была основана в 1827 году на землях залешанского помещика Липпомана, который выделил 15 десятин земли для открытия старообрядческой богадельни и школы. Земля перешла в пользование мещанке Зиновии Михайловой (инокине Ефросинии), которая обустроила на ней женский монастырь.
Деревянный молитвенный дом был опечатан властями в 1839 году и не распечатывался до самого упразднения монастыря. В 1850 году министр внутренних дел граф Л. А. Перовский приказал ликвидировать монастырь. Киевский генерал-губернатор Д. Г. Бибиков предлагал не разрушать молельню, а содержать под надзором, пока она сама не разрушится от ветхости, но Перовский приказал пустить её и кельи на слом и продать в пользу местного приказа общественного призрения. На момент закрытия в монастыре проживало 13 инокинь и 6 белиц во главе с игуменьей Ефросинией, было десять жилых построек и четыре сарая; священника не было.